# 南丹市日吉町郷土資料館
南丹市日吉町郷土資料館（なんたんしひよしちょうきょうどしりょうかん）は京都府南丹市日吉町にある郷土資料館。

## 概要
2016年（平成28年）に指定された京都丹波高原国定公園の中にある。1994年（平成6年）建設の日吉ダムのダム湖（天若湖）に沈んだ天若地区の生活文化を保存するため、ダム近くにある「スチールの森京都」（府民の森ひよし）内に1998年（平成10年）10月に日吉町が設立した。

## 特徴
鉄筋コンクリート構造の近代的資料館・収蔵庫と江戸時代の茅葺民家２棟、およびそれを取り囲む芝生の庭や畑からなる。
資料館内には常設展示室2部屋と企画展示室一室があり、日吉ダム建設に伴い生まれた天若湖に沈んだ南丹市日吉町天若地区の紀元前4,000年（縄文時代後期）まで遡のぼる考古学資料、多様な家具や農機具等の民俗資料、ダム建設以前の同地区を描いた絵画や写真などを主に展示している。敷地内の芝生の庭にダム湖で沈んだ地区から茅葺民家2棟（旧湯浅治邸と旧湯浅孝邸）が移築されている。一年を通して季節の花々や果実の結実が見られる。
移築された茅葺き古民家は事前の分解調査により詳細に記録され、江戸時代後期の建築当初の姿にほぼ忠実に戻したうえで再構築された。特に資料館入り口から向かって右側の旧湯浅治邸は南丹市指定文化財とされており建築時のままの姿を保っている。向かって左側のやや大きな旧湯浅孝邸は、茅葺屋根の構造が内部から理解しやすいように二階が設けられている。
これらの古民家は観覧者の立ち入りが可能となっている。各古民家の横には畑が設けてあり、キュウリ、ナス、トマト、ジャガイモ、タマネギ、ダイズ、ダイコンなどの多様な野菜が栽培されている。こうした環境を活かし資料館では体験講座やイベントを催しているほか、教育機関や各種団体がイベント会場として利用している。
また、日吉町出身の洋画家・吉田伊佐の大作や、ダム湖（天若湖）で沈む直前の天若地区の情景を描いた井上辰夫の油絵、中嶋政樹・新保隆久の写真なども度々展示している。
当初はマウンテンバイク50台を擁するサイクリングターミナルが併設されていたが、現在は利用者の便宜のため、日吉駅のレンタサイクルにその機能を移している。

## ギャラリー

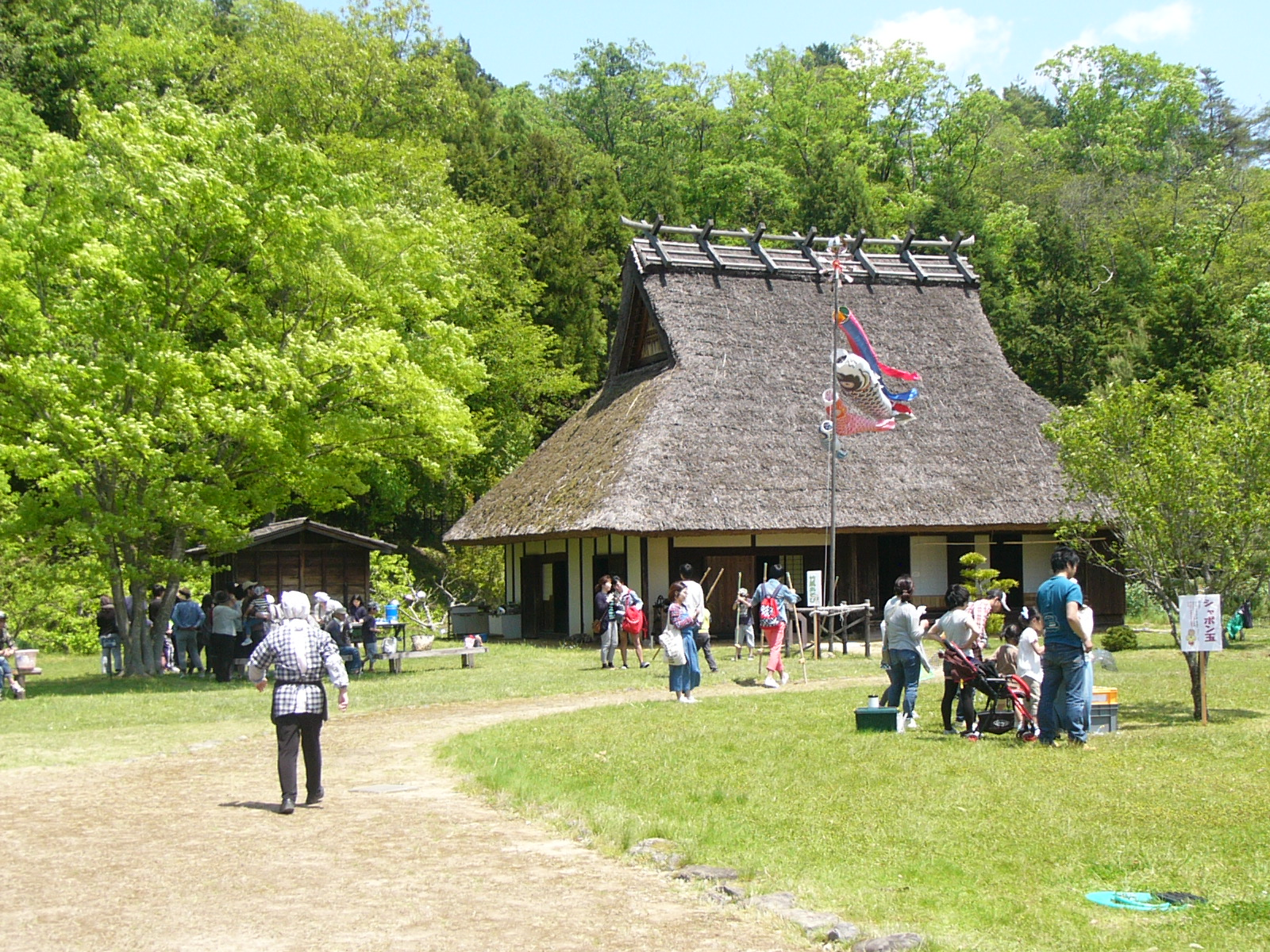
子供の日のイベント
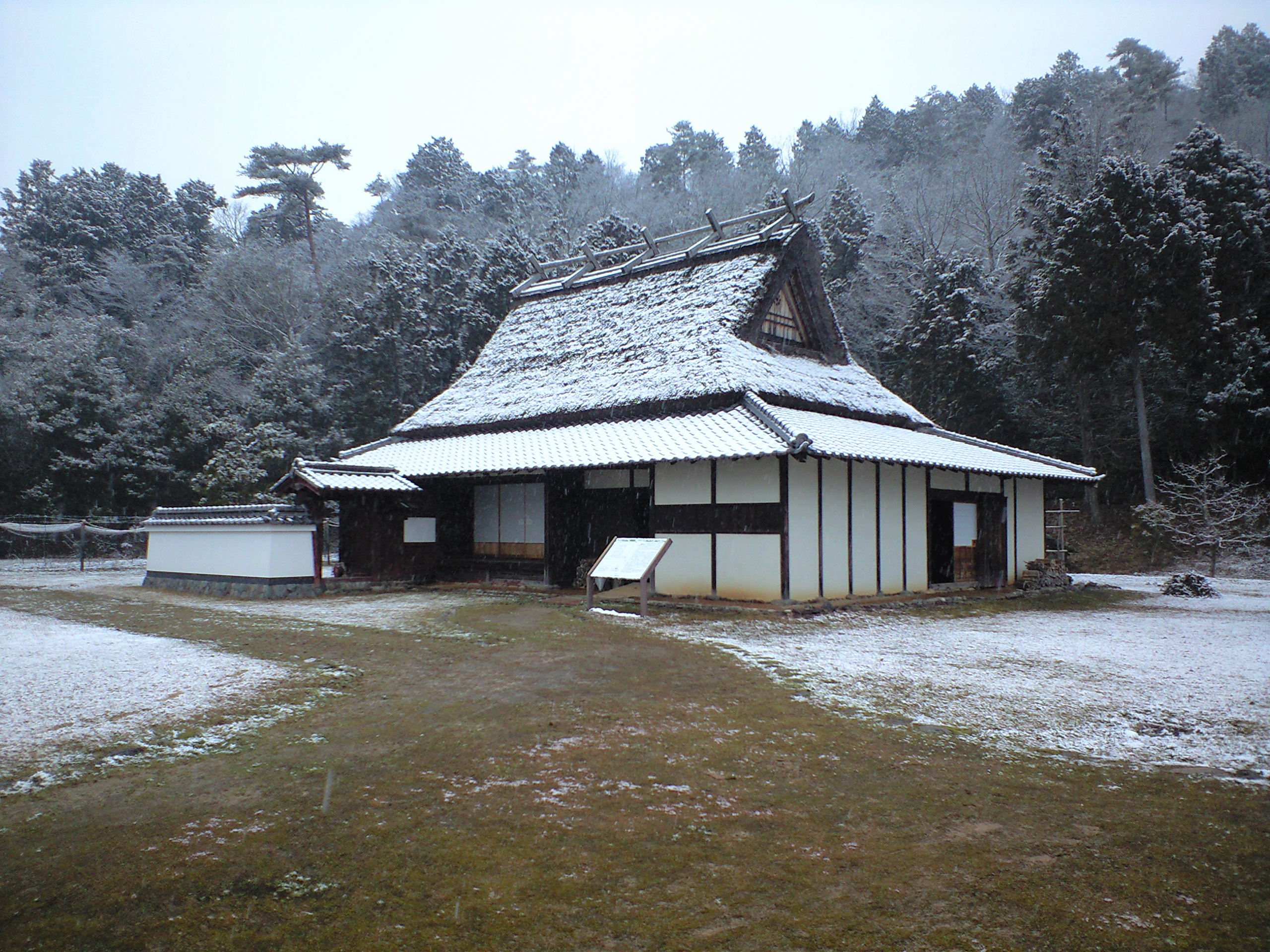
薄化粧の古民家
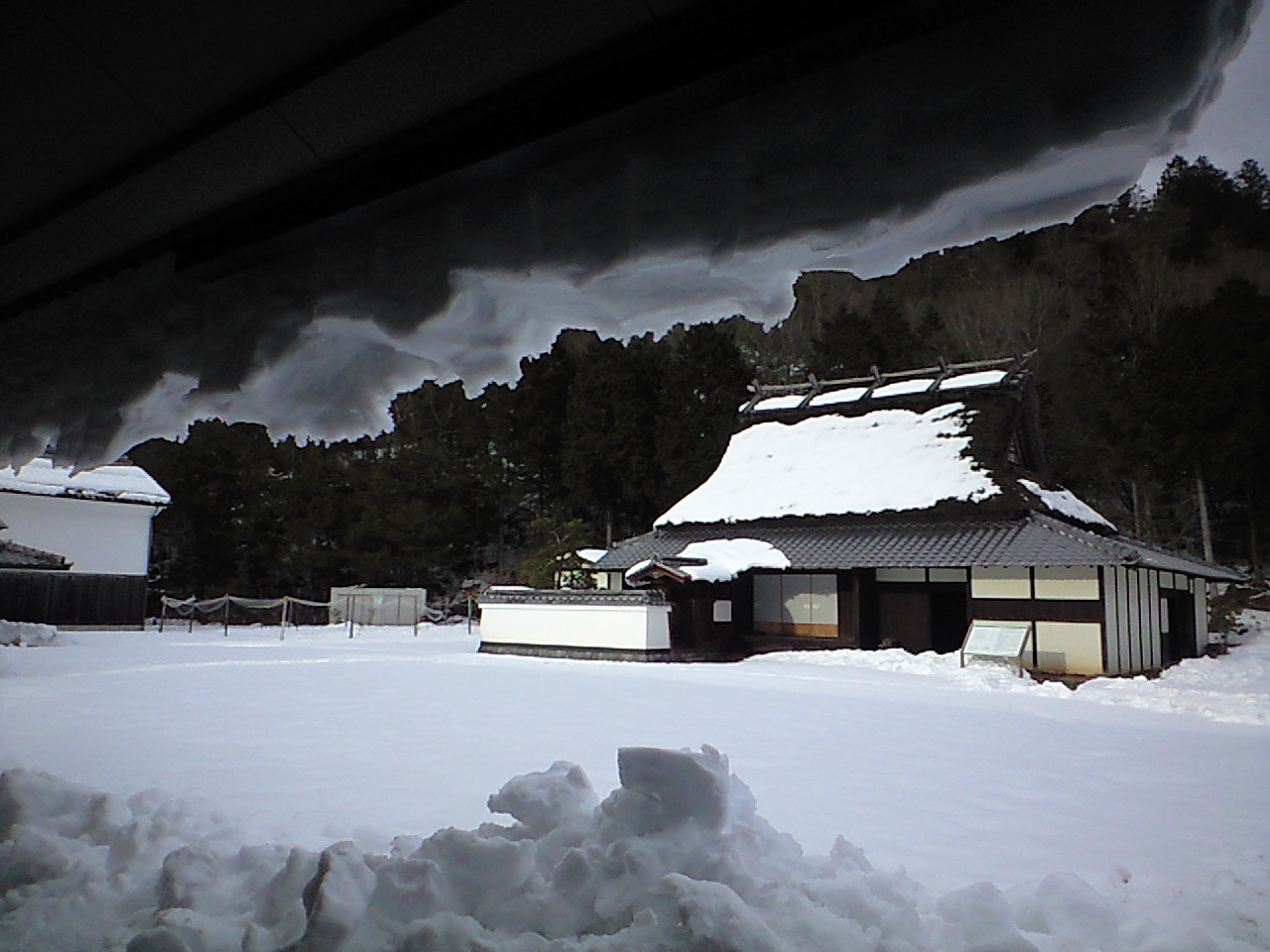
豪雪時の古民家

## 利用案内
- 入館料：大人：200円、高校生・大学生：150円、小中学生：100円
- 開館時間：3月1日～11月30日：9:00から17:00、12月1日～2月末日：火・水・木曜
- 休館日：火曜・水曜

## 交通アクセス
- 南丹市営バス「府民の森」行き終点下車（日吉駅発着）

## 周辺情報
- 日吉ダム
- 道の駅スプリングスひよし
- 大野ダム
- 府民の森ひよし
- 京都丹波高原国定公園
- かやぶきの里・北村（南丹市美山町にある茅葺き民家の集合地区。国の重要伝統的建造物群保存地区。）
- 京都大学フィールド科学教育研究センター森林ステーション芦生研究林

## 参考資料
- 日吉町郷土資料館ホームページ
- 『日吉町誌　平成版』 日吉町, 2007
- 新保隆久『追憶の郷里―水没離散の天若村』 冬青社,1998
- 『中嶋政樹写真展　地図にない村』（展示会図録）日吉町郷土資料館, 2008
- 『井上辰夫－消えゆく風景をキャンバスに－』（展示会図録）日吉町郷土資料館, 2007